# Галещинський машинобудівний завод
Галещинський машинобудівний завод— промислове підприємство сільськогосподарського машинобудування, розташоване в селищі міського типу Нова Галещина Полтавської області України.

## Історія
Підприємство було засноване і введено в експлуатацію в 1940 році і спочатку спеціалізувалося на ремонті дизельних двигунів.
Наприкінці 1950х років підприємство було переорієнтовано на випуск устаткування для будівельних організацій, а з початку 1970-х років почало виробляти обладнання і оснащення для тваринницьких господарств.
Після створення восени 1973 року міністерства машинобудування для тваринництва і кормовиробництва СРСР 4 грудня 1973 року, завод був підпорядкований міністерству. . У 1985 році Постановою Кабінету міністрів УРСР заводу було виділено 18 тис. [Рубль СССР| рублів] для надпланового виробництва в 1985 році товарів народного споживання
У серпні 1989 року заводу було доручено освоїти виробництво кормороздавальників для тракторів ХТЗ Т-08.
За радянських часів чисельність працівників підприємства становила до 800 осіб.
У травні 1995 року Кабінет Міністрів України включив завод до переліку підприємств, що підлягають приватизації протягом 1995 року, надалі державне підприємство було перетворено на відкрите акціонерне товариство. У серпні 1997 року завод був включений в перелік підприємств, що мають стратегічне значення для економіки і безпеки України.
Наприкінці 1990-х років основною спеціалізацією підприємства стало виробництво ґрунтообробних машин і знарядь (борін, культиваторів), а також запасних частин для них.
Економічна криза, що почалася 2008 року ускладнила становище заводу (були порушені ділові зв'язки між замовниками та постачальниками), у 2010 році становище стабілізувалося (хоча 2010 рік завод завершив із збитками в розмірі 2,3 млн. гривень). До початку 2011 року обсяги виробництва досягли 70 % від докризового рівня, але чисельність працівників зменшилася до 400 людей.
Станом на початок грудня 2012 року, підприємство випускало десять моделей ґрунтообробних машин під різні класи тракторів, а також ремкомплекти для трьох моделей транспортерів відведення органічних відходів (ТСГ-2Б, ТСГ-3Б і ТСГ-160.
У січні 2013 року Міністерство аграрної політики та продовольства України внесло завод в число підприємств-постачальників сільгоспмашин, поставки яких для агропромислового комплексу України фінансуються з коштів державного бюджету України. Проте, до осені 2013 року становище заводу залишалося не цілком стабільним.

## Сучасний стан
Підприємство випускає сільськогосподарські машини під торговою маркою «Галещина Машзавод», при цьому деякі зразки продукції, що випускає підприємство, названі на честь героїв творів М. В. Гоголя.